# Robert Treis
Robert Treis (* 7. März 1946 in Boxhorn) ist ein ehemaliger luxemburgischer Radrennfahrer und nationaler Meister im Radsport.

## Sportliche Laufbahn
Treis gewann die nationale Meisterschaft im Straßenrennen der Amateure 1971. 1974 konnte er den Titel erneut gewinnen, er siegte vor Marcel Thull. 1967 und 1972 war er Dritter im Meisterschaftsrennen geworden. Ende der 1960er und Anfang der 1970er Jahre war er Mitglied der Nationalmannschaft Luxemburgs. Er konnte 1968 eine Etappe der Griechenland-Rundfahrt gewinnen. Im Etappenrennen Flèche du Sud 1972 wurde er hinter Alfred Gaida aus Deutschland Zweiter. In der Österreich-Rundfahrt 1965 wurde er 35., 1967 dann 29.